# Schindhard
Schindhard est une municipalité de la Verbandsgemeinde Dahner Felsenland, dans l'arrondissement du Palatinat-Sud-Ouest, en Rhénanie-Palatinat, dans l'ouest de l'Allemagne.